# Station Kansai-kuko
 Station Kansai-kuko  (Japans: 西空港駅, Kansaikūkō-eki; Engels:Kansai Airport Station) is een spoorwegstation in Japan dat gedeeld wordt door West Japan Railway Company (JR West) en Nankai Electric Railway. Het station bevindt zich in de Internationale Luchthaven Kansai in de gemeente Tajiri (District Sennan) in de prefectuur Osaka.

## Perrons
Er zijn twee eilandperrons met 4 sporen.

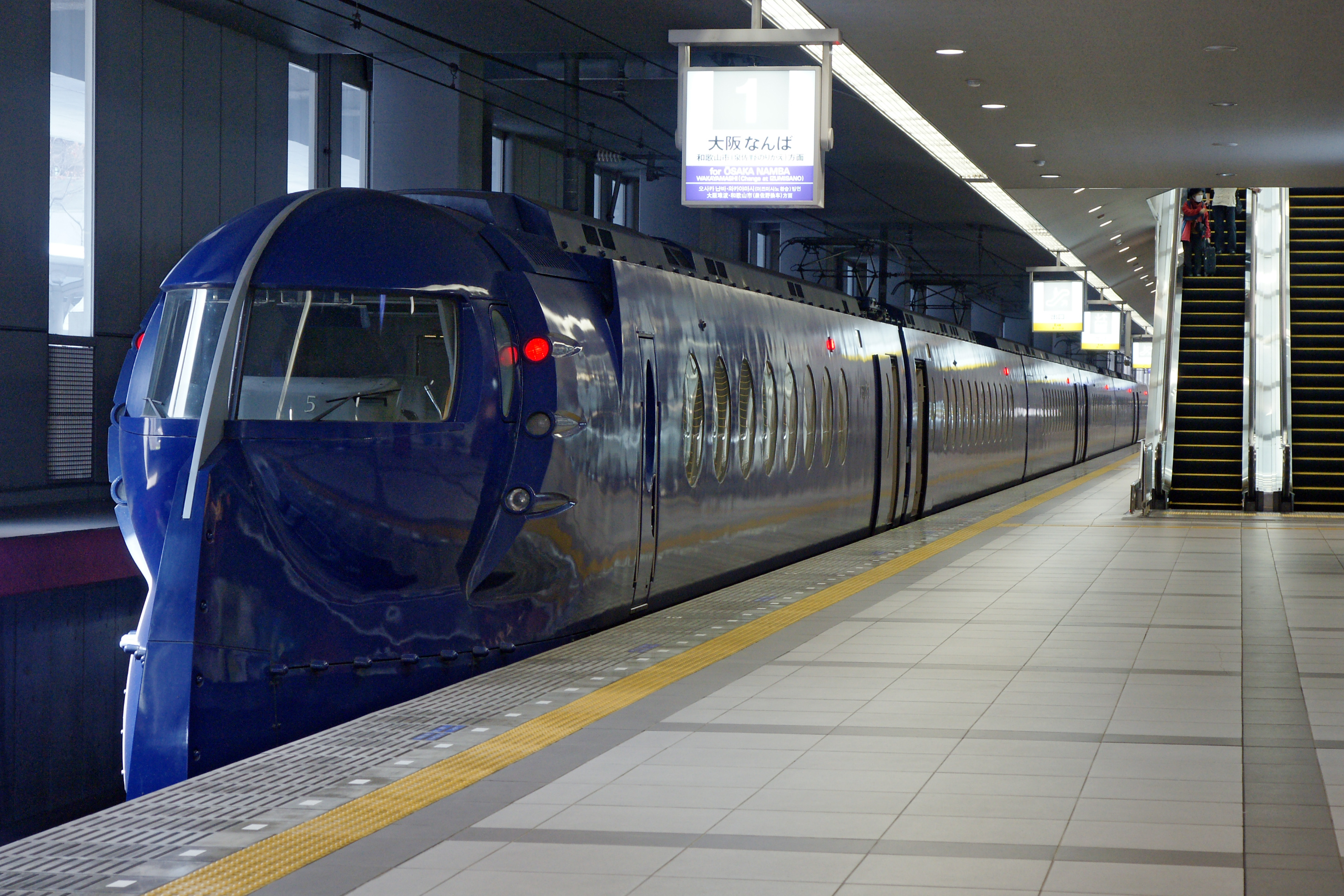
Nankai Rapi:t

| 1,2 | ■ Nankai-kuko-lijn              | |                                                                                              |
| 1,2 | ■ Nankai-kuko-lijn              | naar station Izumisano, station Sakai en station Namba (overstappen in Izumisano voor Station Wakayama-shi)                                                  |                                                                                              |
| 2   | ■ Nankai Rapi:t                 | | naar Station Izumisano en Station Namba (overstappen in Izumisano voor Station Wakayama-shi) |
| 2   | ■ Nankai Rapi:t                 | |                                                                                              |
| 3   | ■ Kansai-kuko-lijn              | |                                                                                              |
| 3   | ■ Kansai-kuko-lijn              | Kansai Airport Rapid Service naar Station Tennoji, Station Osaka en Station Kyobashi pendeltreinen naar Hineno (overstappen in Hineno voor Station Wakayama) |                                                                                              |
|     |                                 | |                                                                                              |
| 4   | ■ JR West Haruka (expresstrein) | |                                                                                              |
| 4   | ■ JR West Haruka (expresstrein) | Station Tennoji, Station Shin-Osaka en Station Kyoto |                                                                                              |

(Hanwa-lijn - Tennōji, Ōsaka<<) · Hineno · Rinku Town · Luchthaven Kansai